# Vessleflåg
Vessleflåg är en sjö i Strömstads kommun i Bohuslän och ingår i Strömsån-Enningdalsälvens kustområde. Sjöns area är 0,021 kvadratkilometer och den befinner sig 98 meter över havet.